# Eddie Cano
Edward „Eddie“ Cano Jr. (* 6. Juni 1927 in Los Angeles; † 30. Januar 1988 ebenda) war ein US-amerikanischer Pianist, Komponist, Arrangeur und Bandleader des  Latin Jazz.

## Leben und Wirken
Cano hatte mexikanische Wurzeln und begann mit fünf Jahren Klavier zu spielen. Er arbeitete zunächst als Musiker in Nachtclubs, leistete 1945 seinen Militärdienst in der US-Armee, wo er in verschiedenen Kapellen spielte. 1946 besuchte er einen Kurs am Musikkonservatorium in Los Angeles. Nach seiner Entlassung aus der Armee arbeitete er in den Bands von Miguelito Valdes (1947–49), mit dem in New York erste Aufnahmen entstanden, ferner bei Tito Puente, Machito, José Curbelo und Noro Morales. Nach seiner Rückkehr nach Los Angeles arbeitete er mit Les Baxter (Le Sacre du Sauvage 1952), Cal Tjader (Ritmo Caliente 1955) und Demasiado Caliente.
Er legte ab Mitte der 1950er Jahre mit eigenen Formationen eine Reihe von Latin-Alben bei Labels wie RCA Victor, Reprise Records und GNP Records vor. Sein erstes Album Cole Porter And Me wurde von Shorty Rogers produziert. In seiner Band spielten u. a. Carlos Vidal, Bill Richmond, Tommy Tedesco und Larry Bunker. In seinen späteren Jahren trat er mit Poncho Sánchez auf und war 1986/87 erster Vorsitzender der Hispanic Musicians Association.

## Diskographische Hinweise
- Deep in a Drum (RCA Victor, 1958)
- Cano Plays Mancini (Reprise, 1961)
- Brought Back Live from PJ's (Dunhill, 1967)
- 30 Latin American Favorites (Pickwick)
- Saturday Night Fever: The Original Movie Sound Track (1977)